# 冂部
冂部為漢字索引的部首之一，計二畫，是康熙字典214個部首中的第13個（二畫的中為第7個）。冂部構字時通常為半包圍結構或位於上、下方。一字帶「冂」且無其他部首時歸為冂部。

## 部首單字解釋
都邑以外，最遠的郊外。

## 字形

金文
大篆
小篆

### 部首字元及變形
- ⼌（康熙部首）：KANGXI RADICAL UPSIDE-DOWN BOX (U+2F0C)

位於文字區：
- 冂：CJK UNIFIED IDEOGRAPH-5182

## 名稱
- 漢語：冂部（注音：ㄐㄩㄥ ㄅㄨˋ）、同字框
- 日語：
- 朝鲜語：

## 字例
| 部首外筆畫 | 字例 -{        |
| ---------- | -------------- |
| 0          | 冂⺆           |
| 2          | 𠔿冃冄内円冇冈 |
| 3          | 冊冋册冉𠕄𠕇   |
| 4          | 再冎           |
| 5          | 冏             |
| 6          | 㒺冐           |
| 7          | 冑冒           |
| 8          | 冓冔           |
| 9          | 冕㒻㒼         |
| 10         | 㒽最           |
| 11         | 㒾             |
| 20         | 㒿 }-          |

- 冒：在日本新字體中字形調整為，上方變成「曰」，因此歸為曰部[2]
- ：在簡化字和日本新字體中字形調整為，上方變成「曰」，因此簡化字及日本新字體中歸為曰部[3][4]。

1. ↑  《說文解字‧冂部》：冂，邑外謂之郊，郊外謂之野，野外謂之林，林外謂之冂。象遠界也。凡冂之屬皆从冂。古熒切。冋，古文冂，从囗，象國邑。坰，冋或从土。
2. ↑  . www.kanjipedia.jp.   [2025-04-12].
3. ↑  . www.zdic.net.   [2025-04-12] （中文（中国大陆））.
4. ↑  . www.kanjipedia.jp.   [2025-04-12].